# František Nekut
František Nekut (20. října 1840 Chýnov – 22. srpna 1909 Chýnov) byl český biolog, překladatel z němčiny, středoškolský profesor, podnikatel a spolkový činitel. Roku 1884 se stal spoluzakladatelem a prvním tajemníkem spolku Národní jednota pošumavská, vznikající k posílení českého kulturního vlivu v národnostně smíšených oblastech jižních a západních Čech. Vedle pedagogické činnosti se věnoval publikování a překladům odborné, především zoologické, literatury.

## Život

### Mládí a pedagogická dráha
Narodil se v Chýnově nedaleko Tábora v jižních Čechách. V letech 1854–1862 vystudoval gymnázium v Jindřichově Hradci, poté nastoupil ke studiu biologie na Filozofické fakultě Karlo-Ferdinandovy univerzity v Praze. Zde se mj. stal spolupracovníkem biologa a pedagoga Antonína Friče. Studium zakončil roku 1866, rok pak působil jako první asistent zoologie u Bedřicha Steina.
Počátkem školního roku 1867–1868 byl povolán k suplování biologie na českém gymnáziu v Litomyšli. V dalších letech vyučoval také na vyšších reálných školách v Pardubicích a v Hradci Králové, roku 1871 pak působil jako profesor biologie na Malostranském gymnáziu, kde pak učil až do svého odchodu na odpočinek roku 1901. Rovněž působil jako spoluzakladatel a první předseda Klubu přírodovědců v Praze.

### Národní jednota pošumavská
Spolu se svými dvěma kolegy z Malostranského gymnázia, profesora matematiky a fyziky Františka Houdka a Antonína Deckera, rovněž pocházejícími z jižních Čech, spoluinicioval roku 1884 vznik spolku Národní jednota pošumavská, který si dal za cíl formou spolkového života, zakládáním českých škol a knihoven, apod., podporovat česky mluvící obyvatelstvo především v česko-německých příhraničních oblastech pohoří Šumavy, Českého lesa a Novohradských hor. Svým vznikem bezprostředně reagoval na nedávné založení německého spolku Deutscher Böhmerwaldbund s obdobným národnostním programem.
Spolek byl založen na valné hromadě konané 21. března v Měšťanské besedě v Praze: předsedou se stal František Houdek, tajemníkem F. Nekut, jednatelem JUDr. Fiedler. NJP byla prvním z následně vzniklých tzv. českých obranných spolků, fungujících s podobným účelem i na dalších místech českých zemí. Fungoval především v rámci stovek založených lokálních buněk v městech a obcích.

### Publicistická činnost
Roku 1871 spoluzakládal naučný časopis Vesmír, články ze svého oboru přispíval také mj. do periodik Posel z Budče, Zlatá Praha a dalších. Byl rovněž autorem řady vlastních odborných spisů, stejně tak se věnoval odborným překladům z němčiny. Mezi jeho nejznámější přeložená díla patří svazky cyklu Život zvířat německého zoologa Alfreda Brehma.
Závěr života strávil v rodném Chýnově, o jehož zvelebení se zasloužil. Posléze byl městským zastupitelstvem jmenován čestným občanem města.

### Úmrtí
František Nekut zemřel 22. srpna 1909 v Chýnově. Pohřben byl na zdejším hřbitově.